# Bart de Liefde
Barthold Charles (Bart) de Liefde (Londen, 18 september 1976) is een voormalig Nederlands politicus namens de Volkspartij voor Vrijheid en Democratie. Hij bezit vanaf zijn geboorte ook de Britse nationaliteit.

## Biografie
De Liefde studeerde bestuurskunde aan de Thorbecke Academie te Leeuwarden en werd lid van de VVD in 1997.
Zijn eerste ervaring met het werk in de Tweede Kamer deed hij op van 2003 tot 2006, als medewerker van VVD-Kamerlid Ineke Dezentjé Hamming-Bluemink. Hij hield zich toentertijd bezig met scheepvaart, internationale handel en belastingen. Daarnaast was hij in die periode lid van de VVD-commissie voor Volksgezondheid, Welzijn en Sport (2003-2006) en tevens adviserend lid van de VVD-commissie Belastingen (2004-2006).
In 2006 werd De Liefde gekozen in de gemeenteraad van Den Haag. Hij maakte deel uit van de raad tot maart 2010 en opnieuw vanaf juni 2010. In oktober 2010 verliet hij de gemeenteraad om lid te worden van de Tweede Kamer. Nadat een aantal partijgenoten het parlement hadden verlaten om toe te treden tot het kabinet-Rutte I, werd De Liefde op 26 oktober 2010 geïnstalleerd. In de Kamer hield hij zich onder meer bezig met cultuur, sport en het kansspelenbeleid. Bij de Tweede Kamerverkiezingen van 2012 werd hij herkozen.
De Liefde verliet op 19 februari 2016 de Tweede Kamer om belangenbehartiger te worden bij het taxibedrijf Uber.
Naast zijn politieke loopbaan is De Liefde actief in het hockey. Na in de jeugd bij Victoria voor het eerst gefloten te hebben, werd De Liefde in 1994 bondsscheidsrechter en in 2003 floot hij zijn eerste wedstrijd bij de mannen in de Hoofdklasse (Amsterdam - Rotterdam: 4–0). Na het seizoen 2015-2016 is De Liefde gestopt met fluiten op topniveau.
Sinds december 2015 is hij tevens voorzitter van de Nederlandse Curling Bond.